# Grigorij Sergeevič Stroganov
Conte Grigorij Sergeevič Stroganov, in russo Григорий Сергеевич Строганов? (San Pietroburgo, 16 giugno 1829 – Parigi, 13 luglio 1910), è stato un nobile e politico russo.

## Biografia
Era il figlio di Sergej Grigor'evič Stroganov (1794-1882), e di sua moglie, Natal'ja Pavlovna Stroganova (1796-1872).

## Carriera
Il 22 ottobre 1850 entrò nel reggimento degli Ussari. Il 30 agosto 1855 divenne tenente del reggimento degli Ussari, e nel 1856 è stato nominato aiutante di campo del ministro della Guerra, il principe Vasilij Andreevič Dolgorukov, e poi del Ministro della Guerra, il generale Nikolaj Onufrievič Suchozanet. Dal 1861 è stato nominato aiutante di campo del ministro della Guerra, il generale Dmitrij Alekseevič Milutin, colonnello, aiutante di campo. Il 16 aprile 1872 ricoprì la carica di Magister equitum. Dal 1883 al 1902 fu Consigliere di Stato, ed è stato Ministro della Pubblica Istruzione.

## Matrimonio

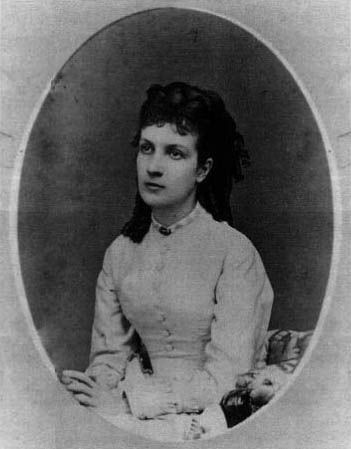
La contessa Marija Boleslavovna Potocki nel 1860.

Sposò, il 22 settembre 1856, la contessa Marija Boleslavovna Potocki (1839-1882), figlia del conte Boleslav Stanislavovič Potocki e della principessa Marija Aleksandrovna Saltykova. Ebbero due figli:
- Marija Griegor'evna (1857-1920), sposò il principe Aleksej Grigor'evič Ščerbatov ((1848—1912);
- Sergej Grigor'evič (1861-1877).

## Morte
Proprietario di un palazzo a Roma, che aveva una ricca collezione d'arte e libri. L'edificio, un tempo appartenuto a Salvatore Rosa, era famoso per i suoi interni e le opere d'arte. La biblioteca ospitava oltre 30 000 volumi.
Nella sua tenuta a Nemyriv nell'Oblast' di Vinnycja, possedeva un numero significativo di opere d'arte. Dopo la rivoluzione, la collezione venne portata a Kiev e a Vinnycja.
Morì a Parigi, il 13 luglio 1910. Fu sepolto nel Monastero di Aleksandr Nevskij.
| Controllo di autorità | VIAF (EN) 15837750 · ISNI (EN) 0000 0000 2046 4209 · BAV 495/97575 · CERL cnp00524756 · GND (DE) 129035971 |